# 刘锦棠
刘锦棠（1844年—1894年9月4日），字毅齋，湖南湘鄉人，是晚清1884年新疆建省后第一任巡撫，湘軍出身，曾經平息太平天國、陝甘回變、隨左宗棠收復新疆；著作《劉襄勤公奏稿》。

## 早年
- 父親劉厚榮、叔劉松山皆是湘軍軍官；自幼為祖母養育，10歲時父親在岳州被太平軍殺害，即長至江西叔部投效湘軍，初為湘軍司令部所在「祁门大營」護衛建功，叔侄二人皆為曾國藩賞識。
- 1864年平定太平天國後，與叔劉松山續勦捻軍屢建戰功。

## 收復新疆建省
- 1862年起，新疆地區陷入動盪。
- 1876年二月，劉錦棠統兵自甘州（今张掖）移「敵前司令部」至肅州（今酒泉）；七月，左宗棠統三路清軍，令劉錦棠領湘軍25營13000兵馬，與八旗滿將金順統40營清軍21000兵馬，共34000兵為先鋒主力，出甘肅星星峽入新疆，一舉奪回失陷14年的烏魯木齊。
- 時欽差大臣崇厚與俄國簽訂《伊犁條約》，約內容傳回北京紫禁城，朝廷大表不滿，遂續敦促左宗棠續增兵新疆。
- 光復烏魯木齊後，金順掃蕩北疆，劉錦棠掃蕩天山南路，皆建戰功；朝廷改派曾國藩子曾紀澤與俄國重新談判，爭取國族權益完全無損。

## 主要活动
- 甘肃新疆巡抚（1884年－1889年）

刘松山在金积战役前期被回将诈降而殉职，其侄刘锦棠接替指挥。在马化龙投降后，刘锦棠依律凌迟处死马化龙全家。

## 維族敬愛不捨
- 刘锦棠在新疆擔任巡撫五年任內，勤政愛民，鼓勵植樹灌溉，率領湘軍開墾沃田牧場遍天山南北，比起白彥虎教狂立國不問民生，劉任內維吾爾族人民生活大幅改善又安定，化許多沙漠為甘泉綠洲，乘涼楊柳隨風飄，成為「塞外江南」讚美譽。
- 當刘锦棠離職返湖南時，新疆維族民眾扶老攜幼數十萬人，立於道旁擁擠至幾乎讓劉回不了家，甚至放聲大哭希望劉續任巡撫勿離新疆，清史稿頗盛讚劉新疆政績斐然傑出。

## 延伸阅读
[在维基数据编辑]
 《清史稿/卷454》，出自趙爾巽《清史稿》
 在维基共享资源阅览影像